# Hip-hop soul
Hip hop soul je podžánr contemporary R&B. Žánr se vyznačuje soulově orientovaným zpěvem s elementy hip hop produkce. Žánr představuje most mezi new jack swingem a neo soulem.
Mezi královny hip-hop soulu mimo jiné patří Mary J. Blige, Aaliyah či Jodeci. Někteří hiphop souloví umělci jsou populární i dneska. To dokazujou interpreti jako Keyshia Cole, Jeremih, Amerie.
Autoři jako Groove Theory, John Legend či Anthony Hamilton jsou neo-souloví zpěváci, kteří se dají považovat i jako hip hop soul umělci.

## Více hudebníků
| - 112 - 702 - 7 Mile - Aaliyah - Adina Howard - Allure - All-4-One - Ashanti - Az Yet - Billy Lawrence - BlackGirl - Blu Cantrell - Bobby Valentino - Brownstone - Case - Changing Faces - Cheri Dennis - Damion Hall - Dave Hollister - Donell Jones - Faith Evans - For Real - Fugees - Horace Brown - H-Town - Ideal - II D Extreme - IMx - Intro - Jade - Jagged Edge - Jaheim - Jodeci - Jon B. - Keith Martin - Keshia Chanté |  | - Keyshia Cole - K-Ci and JoJo - Lauryn Hill - Lugo - L.V. - Mariah Carey - Mark Morrison - Mary J. Blige - Men of Vizion - Miss Jones - Mista - MN8 - MoKenStef - Mona Lisa - Monica - Monifah - Montell Jordan - Next - N II U - Ol' Skool - OutKast - Playa - Public Announcement - Pressha - R. Kelly - Ray J - Somethin' for the People - Soul for Real - Subway - TLC - Tony Thompson - Total - Veronica - Voices of Theory - Xscape - Zhané |